# Juomulampi (södra)
Juomulampi (södra) och Juomulampi (norra) eller Juomulammit är sjöar i Finland. De ligger i kommunen Rovaniemi i landskapet Lappland, i den norra delen av landet, 700 km norr om huvudstaden Helsingfors. Juomulammit ligger 145,5 meter över havet. Arean är 15 hektar och strandlinjen är 1,8 kilometer lång. Sjön  ingår i Kemi älvs huvudavrinningsområde. 